# Kunming
Kunming is de hoofdstad en grootste stad van de zuidwestelijke provincie Yunnan, Volksrepubliek China.

## Ligging en klimaat
Kunming ligt aan de noordelijke kust van het Dian-meer en heeft 8.500.000 inwoners, waaronder 6.800.000 in het verstedelijkt gebied. Kunming ligt op een hoogte van 1890 meter boven zeeniveau op het Yunnan-Guizhou-plateau. Dankzij de grotere hoogte en het frisse klimaat is de stad bekend als een van de weinige Chinese miljoenensteden waar de smog 's zomers meevalt. Kunming wordt vanwege het milde klimaat ook wel de "Lentestad" genoemd. In de klimaatclassificatie van Köppen heeft de stad een Cwb-klimaat, een subtropisch hooglandklimaat. Kunming heeft korte, koele en droge winters met zachte temperaturen overdag en koude nachten. De zomers zijn er lang, aangenaam warm en vochtig.
Er zijn het hele jaar door bloesems en groene vegetatie in de stad. Het regenseizoen duurt van mei tot oktober en de rest van het jaar is relatief droog. Er valt 979 millimeter neerslag per jaar, waarvan bijna 60% in de zomer (juni, juli, augustus) valt.
| Maand                  | jan  | feb  | mrt  | apr  | mei  | jun  | jul  | aug  | sep  | okt  | nov  | dec  | Jaar  |
| ---------------------- | ---- | ---- | ---- | ---- | ---- | ---- | ---- | ---- | ---- | ---- | ---- | ---- | ----- |
| Hoogste maximum (°C)   | 22,4 | 25,5 | 27,0 | 30,4 | 31,2 | 32,3 | 29,3 | 28,1 | 28,5 | 27,4 | 24,5 | 25,1 | 32,3  |
| Gemiddeld maximum (°C) | 15,4 | 17,2 | 20,7 | 23,8 | 24,4 | 24,1 | 24,0 | 24,1 | 22,7 | 20,5 | 17,5 | 15,1 | 20,8  |
| Gemiddeld minimum (°C) | 2,3  | 3,6  | 6,4  | 10,1 | 14,3 | 16,7 | 16,9 | 16,2 | 14,6 | 11,9 | 7,3  | 3,1  | 10,3  |
| Laagste minimum (°C)   | −5,4 | −2,9 | −5,2 | 0,5  | 5,5  | 9,2  | 11,6 | 8,8  | 6,2  | 2,4  | −2,9 | −7,8 | −7,8  |
|                        |      |      |      |      |      |      |      |      |      |      |      |      |       |
| Neerslag (mm)          | 16   | 16   | 20   | 24   | 97   | 181  | 202  | 204  | 119  | 79   | 42   | 11   | 1.011 |
| Bron: WeerOpReis.com   |      |      |      |      |      |      |      |      |      |      |      |      |       |

## Geschiedenis
De stad werd gesticht in 765 als Tuodong (拓东). In 1276 werd de stad door de Mongoolse heersers van de Yuan-dynastie omgedoopt tot Kunming. In de 14e eeuw werd de stad heroverd door de Ming-dynastie, die de nog bestaande stadsmuur liet aanleggen. Tussen 1858 en 1868 werd de stad meerdere keren aangevallen en belegerd door de islamitische rebellenleider Du Wenxiu.
Tijdens de Tweede Wereldoorlog was Kunming de basis van de Flying Tigers, een Amerikaanse vrijwilligerseenheid van jagerpiloten die China in 1941 en 1942 tegen Japan hielpen verdedigen. Het was ook het eindpunt van belangrijke aanvoerlijnen van de geallieerden. Zij voerden per vliegtuig over de Himalaya of per vrachtwagen, over de Birmaweg en Ledoweg, militaire goederen aan zodat China de strijd tegen de Japanners kon voortzetten.
Op 1 maart 2014 doden islamitische terroristen op het station van Kunming willekeurig 34 mensen. De aanslag, gepleegd door Oeigoeren, zou een wraakactie zijn geweest na bruut optreden in 2009 door de Chinese autoriteiten tegen de Oeigoeren in de provincie Xinjiang.

## Transport
Op 28 juni 2012 werd de luchthaven van Kunming geopend, de internationale luchthaven Kunming Changshui.
Er gaan regelmatig treinen van Kunming naar diverse steden in China: Beijing (dagelijks; 48 uren); Chengdu (drie keer per dag; 18–21 uren); Chongqing (2 keer per dag, 23 uren); Guangzhou (2 keer per dag; 45 uren); Guilin (2 keer per dag; 30 uren); Guiyang (5 keer per dag; 12 uren); Hanoi (dagelijks; 28 uren); Hekou (1 keer per dag; 16 uren); Kaiyuan (2 keer per dag; 8 uren); Nanning (dagelijks; 20 uren); Panzhihua (3 keer per dag; 6 uren); Shanghai (2 keer per dag; 60 uren); Xiaguan (dagelijks, 8 uren); Xichang (3 keer per dag; 12 uren). Vanaf januari 2017 rijdt de hogesnelheidslijn CRH tussen Shanghai en Kunming waarmee de reistijd tussen deze steden aanzienlijk is teruggebracht naar tussen de 10h36 en 11h56, afhankelijk van het treinnummer. Er rijden vier treinen per dag in elke richting.
De aanleg van een hogesnelheidslijn Kunming-Singapore startte in 2011 en zou in 2020 afgerond worden, een datum die later meermaals werd herzien. Als onderdeel van de lijn werd op 13 april 2023 de grensoverschrijdende passagiersdienst tussen Kunming en Vientiane via de Kunming-Yuxi, Yuxi-Mohan, en Boten-Vientiane spoorwegcorridors in gebruik genomen.

## Stedenbanden
- Denver (Verenigde Staten), sinds 1985
- Chefchaouen (Marokko)
- Fujisawa (Japan), sinds 1981
- Montpellier (Frankrijk)[bron?]
- New Plymouth (Nieuw-Zeeland)
- Wagga Wagga (Australië)
- Zürich (Zwitserland)

## Geboren
- Benedict Anderson (1936-2015), Brits-Iers politicoloog, antropoloog

## Galerij

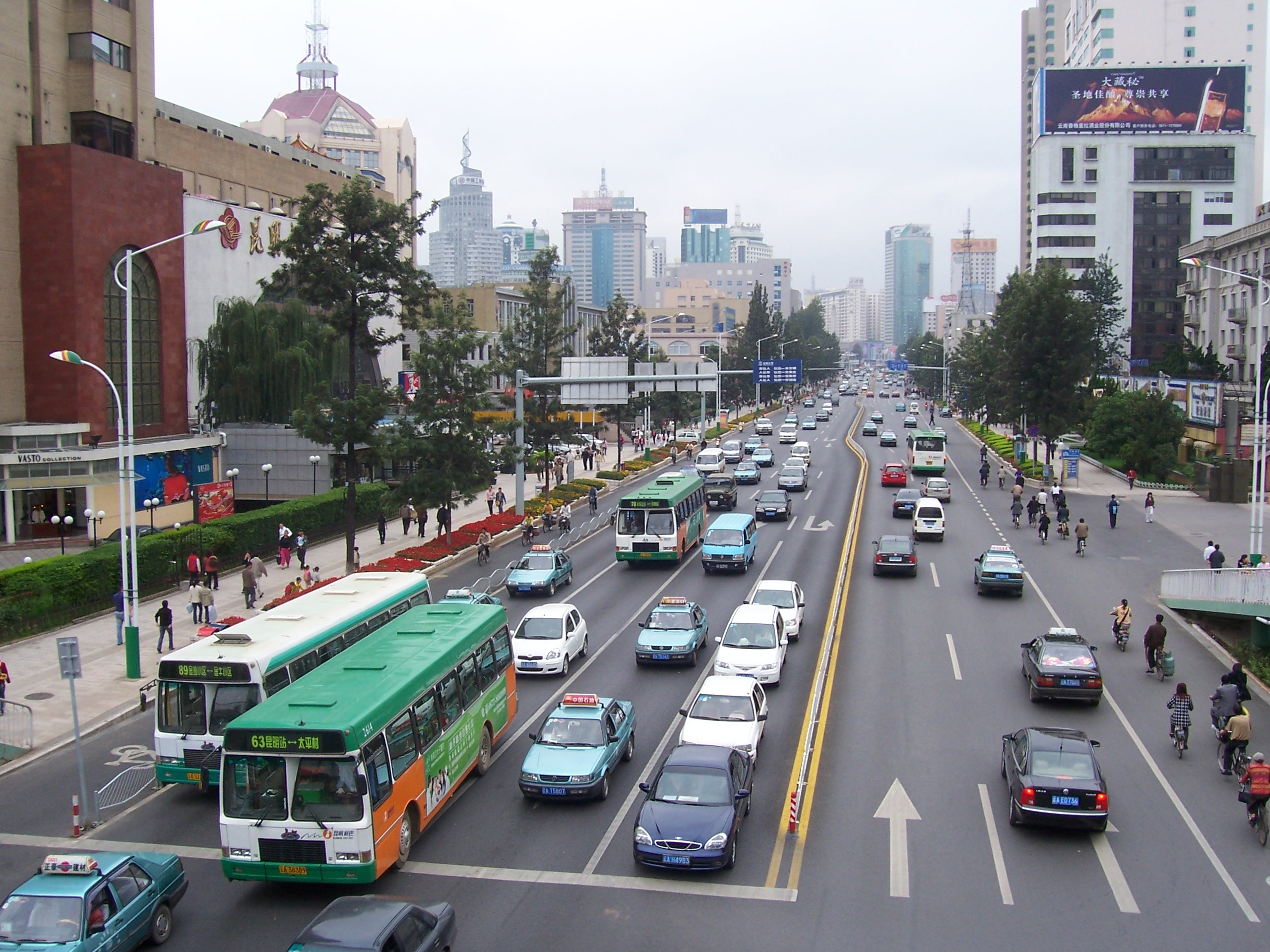
Een straat in het centrum
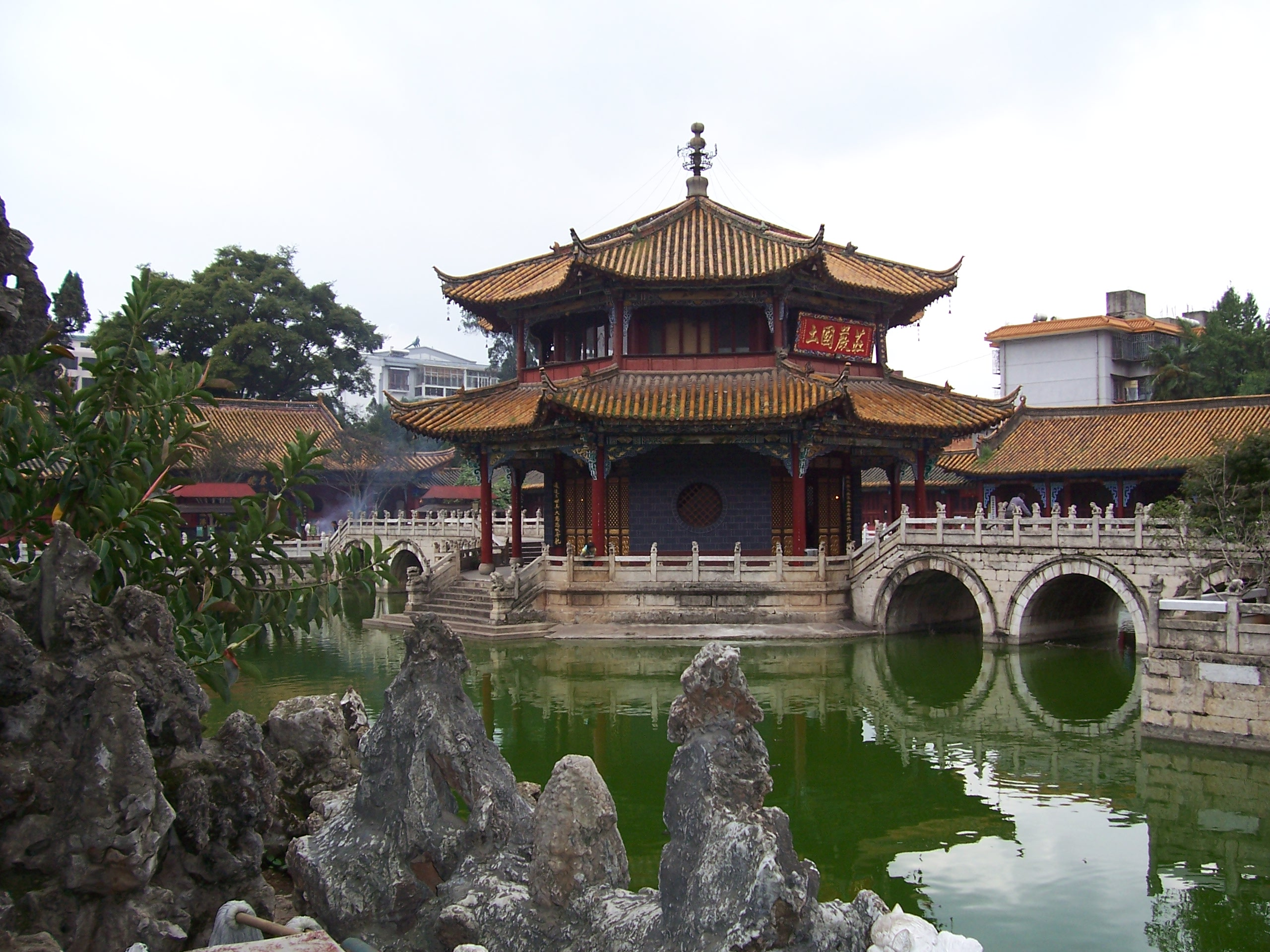
Yuantong-tempel in het centrum